# 拉米埃爾
拉米埃爾（西班牙語：La Miel），是巴拿馬的城鎮，位於該國中南部，由洛斯桑托斯省的拉斯塔布斯區負責管轄，面積34.2平方公里，海拔高度190米，2010年人口547，人口密度每平方公里16人。